# NGC 5293
NGC 5293 est une galaxie spirale située dans la constellation de la Bouvier. Sa vitesse par rapport au fond diffus cosmologique est de 6 052 ± 19 km/s, ce qui correspond à une distance de Hubble de 89,3 ± 6,3 Mpc (∼291 millions d'al). NGC 5293 a été découverte par l'astronome germano-britannique William Herschel en 1784.
La classe de luminosité de NGC 5293 est III et elle présente une large raie HI.
En raison d'une brillance de surface égale à 14,18 mag/am2, on peut qualifier NGC 5293 de galaxie à faible brillance de surface (LSB en anglais pour low surface brightness). Les galaxies LSB sont des galaxies diffuses (D) avec une brillance de surface inférieure de moins d'une magnitude à celle du ciel nocturne ambiant.
À ce jour, trois mesures non basées sur le décalage vers le rouge (redshift) donnent une distance de 73,367 ± 32,515 Mpc (∼239 millions d'al), ce qui est à l'intérieur des valeurs de la distance de Hubble en raison de l'incohérence de cet échantillon. Notons que c'est avec la valeur moyenne des mesures indépendantes, lorsqu'elles existent, que la base de données NASA/IPAC calcule le diamètre d'une galaxie et qu'en conséquence le diamètre de NGC 5293 pourrait être d'environ 49,5 kpc (∼161 000 al) si on utilisait la distance de Hubble pour le calculer.